# کوولفکس (لوئیزیانا)
کوولفکس (به انگلیسی: Colfax) شهری در ایالت لوئیزیانا کشور ایالات متحده آمریکا است که جمعیت آن در سرشماری سال ۲۰۱۰ میلادی، ۱٬۵۵۸ نفر بوده‌است.